# Bodedia striata
Bodedia striata là một loài tò vò trong họ Ichneumonidae.